# Colline de Québec

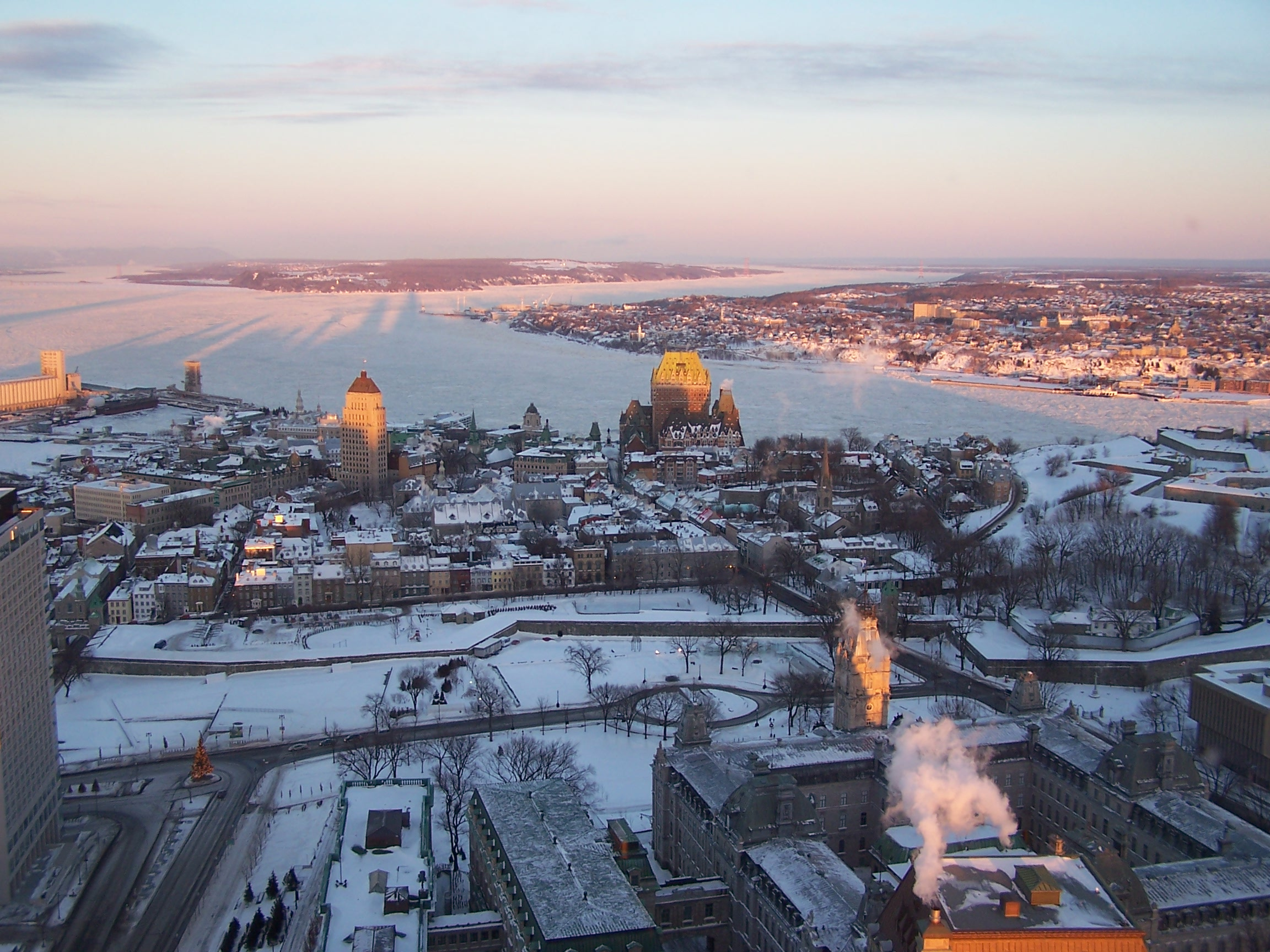
Blick auf den nördlichen Teil der Colline de Québec mit der Altstadt, darunter der Sankt-Lorenz-Strom

Die Colline de Québec (auch Promontoire de Québec genannt) ist ein dicht besiedeltes Hochplateau in der kanadischen Stadt Québec. Es erstreckt sich parallel zum Sankt-Lorenz-Strom und reicht vom Cap Diamant im Nordwesten (oberhalb der Mündung des Rivière Saint-Charles) bis zum Cap Rouge im Südwesten (bei der Mündung des Rivière du Cap Rouge). Das Plateau, an dessen nordöstlichen Ende sich der obere Teil der Altstadt von Québec befindet, ist 13 Kilometer lang und zwischen einem und vier Kilometer breit. Administrativ gehört es zu den Arrondissements La Cité-Limoilou und Sainte-Foy–Sillery–Cap-Rouge.
Das Plateau erreicht eine Höhe von bis zu 110 Metern, womit es das umliegende Terrain um rund hundert Meter überragt. Die zum Teil felsigen Hänge fallen vor allem zum Sankt-Lorenz-Strom hin sehr steil ab, während sie gegen Nordwesten zum Tal des Rivière Saint-Charles hin flacher sind. Bei der Colline de Québec handelt es sich geologisch gesehen um einen der wenigen Ausläufer der Appalachen, die auf die nördliche Seite des Sankt-Lorenz-Stroms ragen. Der Sockel besteht aus Sandstein und Tonstein, in den höheren Schichten ist Schiefer vorherrschend. Auf dem Plateau ist der felsige Boden mit Sand und Kies bedeckt. Es sind Ablagerungen des früheren Champlainmeers, das nach der letzten Kaltzeit entstanden war und aufgrund der fortschreitenden postglazialen Landhebung allmählich verschwand. Vor etwa 9800 bis 7500 Jahren war die Colline de Québec eine Insel im Lac Lampsilis, bis dieser Süßwassersee dem Vorläufer des Sankt-Lorenz-Stroms wich.